# Милош Зекић
Милош Зекић (Тепен, код Шековића, 2. фебруар 1915 — Београд, 24. децембар 1984) био је учесник Народноослободилачке борбе, генерал-потпуковник ЈНА и народни херој Југославије.

## Биографија
Рођен је 2. фебруара 1915. у селу Тепен, код Шековића. Потицао је из сиромашне сељачке породице. Након основне школе и ниже гимназије, уписао је Учитељску школу, где се прикључио револуционарном омладинском покрету. Због организовања ученичког штрајка, искључен је из школе, без права уписа у све школе. Због политичке активности више пута је хапшен и прогањан од полиције. У чланство Комунистичке партије Југославије (КПЈ) примљен је новембра 1940. године.
Учествовао је у Априлском рату 1941, а након капитулације Југословенске војске, избегао је заробљавање и вратио се у Шековиће. Потом је успоставио везу са Обласним комитетом КПЈ за тузланску област, од кога је добио задатак да у свом крају ради на прикупљању оружја, стварању борбених десетина и припрема народ на устанак. Приликом одласка у Тузлу, да поднесе извештај Обласном комитету, био је ухапшен од усташа и поведен у Власеницу. Захваљујући храбрости и сналажљивости, успио је да се током пута ослободи усташке патроле и побегне. Након подношења извештаја Обласном комитету, Војно партијско руководство за тузланску област одлучило се да напусти Тузлу и пређе у Шековиће.
На почетку устанка у источној Босни, јула 1941. био је командир Среског штаба за Бирач. Учествовао је у нападу на жандармеријску касарну у Шековићима, ослобођењу Власенице, ослобођењу Ступара, нападима на Кладањ, Цапарде, Зворник, одбрани ослобођене територије и др. Поред храбрости у борби, истицао се и као добар организатор народних маса. Кад је новембра 1941. формиран Бирчански партизански одред, постављен је за заменика команданта, а јануара 1942. за команданта одред. У време најтежих немачко-усташких притисака и кризних ситуација, с којима се суочавао Народноослободилачки покрет у источној Босни, Бирчански одред се држао веома чврсто.
Током Друге непријатељске офанзиве, јануара 1942, одред је заробио целу домобранску сатнију, а код села Сајтовићи потукао колону Немаца и заробио 13 митраљеза, 150 пушака и два минобацача. Септембра 1942, са делом Бирчанског одреда ступио је у Шесту источнобосанску ударну бригаду. Након преласка бригаде у Срем, октобра 1942. постао је командант Првог фрушкогорског батаљона, који је ушао у састав бригаде. Јануара 1943. поново је постављен за команданта Бирчанског партизанског одреда, али је, у време покрета Шесте источнобосанске бригаде у састав Главнине оперативне групе Врховног штаба НОВ и ПОЈ, постављен на дужност заменика команданта бригаде.
Учествовао је у борбама на Сутјесци, током маја и јуна 1943. године. Истакао се у борбама са вишеструко јачим непријатељским снагама, а потом после пробоја из обруча, постављен је за команданта Шесте источнобосанске бригаде. Октобра 1943. посебно се истакао у борбама за ослобођење Тузле, када је његова бригадом водила тешке борбе против Немаца, који су покушавали да поврате ослобођени град. Непосредно је учествовао у низу јуриша и противјуриша. Заједно са бригадом, био је похваљен наредбом Врховног команданта НОВ и ПОЈ Јосипа Броза Тита.
Новембра 1943. предводио је бригаду у борбама на Црвеним стијенама, на Романији, а крајем истог месеца пребацио је бригаду усиљеним маршем у Бирач, где разбија концентрацију непријатељских снага чиме је спасао болницу 17. источнобосанске дивизије. Недуго потом, рањен је у борбама из блиског одстојања с усташама у сребреничком срезу. Почетком марта 1944. постављен је за команданта 38. источнобосанске дивизије, с којом је водио борбе против немачких и квислиншких јединица широм источне Босне. У току Народноослободилачког рата биран је новембра 1943. за члана Земаљског антифашистичког већа народног ослобођења Босне и Херцеговине (ЗАВНОБиХ).
Након ослобођења Југославије, наставио је професионалну војну каријеру у Југословенској народној армији (ЈНА), где је обављао дужности — команданта дивизије, војног изасланика у Румунији, заменика начелника Персоналне управе ЈНА, члан Опуномоћства ЦК КПЈ за ЈНА, члан Контролне комисије ЦК СКЈ за ЈНА. Завршио је Вишу војну академију ЈНА 1953. године. Пензионисан је 1973. у чину генерал-потпуковника. Биран је за члана Главног одбора Социјалистичког савеза радног народа Босне и Херцеговине и за члана Главног одбора Савеза бораца НОР Босне и Херцеговине. У више сазива био је посланик Савезне народне скупштине.
Умро је 24. децембра 1984 у Београду, а по сопственој жељи сахрањен је у Шековићима, недалеко од манастира Ловница.
Носилац је Партизанске споменице 1941. и других југословенских одликовања, међу којима су — Орден ратне заставе, Орден заслуга за народ првог реда, Орден братства и јединства првог реда, Орден партизанске звезде другог реда, Орден за храброст и др. Орденом народног хероја одликован је 20. децембра 1951. године.